# أندرو هال (لاعب اتحاد الرغبي)
أندرو هال (بالإنجليزية: Andrew Hall)‏ هو لاعب اتحاد الرغبي بريطاني، ولد في 5 يونيو 1979 في سوليهل في المملكة المتحدة.

## وصلات خارجية
- أندرو هال عل موقع إسبنسكروم (الإنجليزية)